# 杨洪涛
杨洪涛（1966年10月—），男，汉族，山东泰安人，中华人民共和国政治人物，中国共产党党员。

## 生平
杨洪涛于1984年9月考入山东经济学院财政系，主修财政学，期间于1986年加入中国共产党，1988年7月毕业并参加工作，成为山东省税务局征管处办事员、科员，期间，他曾于1989年10月至1991年4月挂职出任聊城化工厂供销科副科长，1994年4月升任山东省地方税务局征管处副主任科员，1997年2月升任主任科员，2000年6月再度挂职出任山东省淄博市博山区副区长，并于2002年3月兼任淄博旭硝子工业园党委书记、管委会主任，2002年5月至同年9月山东省地方税务局办公室副主任。2002年9月升任中共淄博市博山区委副书记、副区长，同年12月调任中共高青县委副书记，并于2003年1月起兼任高青县副县长直至2007年1月。2007年11月升任中共淄博市淄川区委副书记并代理区长，同年12月转正。
2010年12月升任中共淄博市淄川区委书记。2015年6月，杨洪涛被中共中央组织部授予「全国优秀县委书记」称号。2015年10月升任中共淄博市委常委，同年11月不再兼任淄川区委书记，任淄博市常务副市长，并于2017年2月17日当选为中共淄博市第十二届委员会常务委员，同月27日，在淄博市第十五届人民代表大会第一次会议第三次全体会议上继续当选为淄博市副市长。
2019年11月调任中共德州市委副书记，并于2020年1月当选为德州市市长，2021年8月，杨洪涛接替到龄卸任的崔洪刚担任中共泰安市委书记。